# Campremy

Campremy este o comună în departamentul Oise, Franța. În 1 ianuarie 2022 avea o populație de 476 de locuitori.